# TMEM184B
TMEM184B‏ (Transmembrane protein 184B) هوَ بروتين يُشَفر بواسطة جين TMEM184B في الإنسان.